# Tanacetum abrotanoides
Tanacetum abrotanoides — вид рослин з родини айстрових (Asteraceae), поширений у центральній Азії.

## Опис
Багаторічна трава заввишки 30–60 см, з товстими кореневищами. Стебла поодинокі, прямостійні, верхні частини розгалужені, дуже рідко волосисті або голі. Прикореневі й нижні стеблові листки на ніжці й мають пластини від вузько еліптичних або лінійно-еліптичних, ≈ 14 × 2–4 см, 2-перисто-розділені, обидві поверхні зелені, рідко ворсисті; первинні бічні сегменти 7–15 парні; кінцеві сегменти ниткоподібні. Середні та верхні стеблові листки схожі, поступово дрібніші, сидячі. Квіткові голови зібрані в неправильні волоті по 3–7. Язичкові квітки білі. Сім'янки ≈ 2.2 мм. Період цвітіння й плодоношення: липень — серпень.

## Середовище проживання
Поширений у центральній Азії: Алтай, Казахстан, Сіньцзян, Монголія. Населяє гірські схили.